# Landesregierung und Stadtsenat Seitz III
Der Stadtsenat Seitz III war zugleich Wiener Landesregierung. Er wurde, wie Bürgermeister Karl Seitz, nach der Landtags- und Gemeinderatswahl in Wien 1932 vom Gemeinderat, der zum ersten Mal nur 100 Mandatare umfasste, am 24. Mai 1932 gewählt und amtierte bis 12. Februar 1934. An diesem Tag wurde der Bürgermeister im Zuge des Bürgerkriegs von der Bundespolizei im Rathaus verhaftet. Die autonome Stadtverwaltung wurde von der Diktaturregierung Dollfuß abgeschafft und erst 1945 wieder errichtet.
Während der Amtsperiode trat Hugo Breitner im Herbst 1932 zurück. Sein Amt als Stadtrat für Finanzwesen übernahm am 25. November 1932 Robert Danneberg. Nachdem Julius Tandler 1933 eine zeitlich befristete Berufung nach China wahrgenommen hatte, übernahm Karl Honay 1933 dessen Verwaltungsgruppe II (Wohlfahrtswesen), während Karl Richter zu seinem bisherigen Ressort Technische Angelegenheiten auch Honays Ressort Allgemeine Verwaltungsangelegenheiten übernahm.

## Regierungsmitglieder
Es wurde nur ein Vizebürgermeister / Landeshauptmann-Stellvertreter gewählt.
| Amt                                                                     | Name              | Partei | Ressorts |
| ----------------------------------------------------------------------- | ----------------- | ------ | --- |
| Bürgermeister und Landeshauptmann                                       | Karl Seitz        | SDP    | |
| Vizebürgermeister Landeshauptmann-Stellvertreter Amtsführender Stadtrat | Georg Emmerling   | SDP    | Städtische Unternehmungen (Verwendungsgruppe VIII) |
| Amtsführender Stadtrat                                                  | Robert Danneberg  | SDP    | Finanzwesen (Verwaltungsgruppe II; nach Rücktritt Breitners am 25. November 1932)                                                                                              |
| Amtsführender Stadtrat                                                  | Karl Honay        | SDP    | Wohlfahrtswesen und soziale Verwaltung (Verwaltungsgruppe III); nach Rücktritt Tandlers mit 24. Juli 1933, zuvor Allgemeine Verwaltungsangelegenheiten (Verwaltungsgruppe VII) |
| Amtsführender Stadtrat                                                  | Julius Linder     | SDP    | Ernährungs- und Wirtschaftsangelegenheiten (Verwaltungsgruppe VI) |
| Amtsführender Stadtrat                                                  | Karl Richter      | SDP    | Technische Angelegenheiten (Verwaltungsgruppe V), ab 24. Juli 1933 zusätzlich: Allgemeine Verwaltungsangelegenheiten (Verwaltungsgruppe VII)                                   |
| Amtsführender Stadtrat                                                  | Paul Speiser      | SDP    | Personalangelegenheiten und Verwaltungsreform (Verwaltungsgruppe I) |
| Amtsführender Stadtrat                                                  | Anton Weber       | SDP    | Wohnungsbau und Wohnungswesen (Verwaltungsgruppe IV) |
| Stadtrat                                                                | Leopold Kunschak  | CsP    | ohne Ressort |
| Stadtrat                                                                | Alma Motzko       | CsP    | ohne Ressort |
| Stadtrat                                                                | Alfred Frauenfeld | NSDAP  | ohne Ressort |
| Vorzeitig ausgeschiedene Mitglieder der Landesregierung                 |                   |        | |
| Amtsführender Stadtrat                                                  | Hugo Breitner     | SDP    | Finanzwesen (Verwaltungsgruppe II), Rücktritt 25. November 1932, Nachfolger Robert Danneberg                                                                                   |
| Amtsführender Stadtrat                                                  | Julius Tandler    | SDP    | Wohlfahrtswesen und soziale Verwaltung (Verwaltungsgruppe III), Rücktritt 24. Juli 1933, Nachfolger Karl Honay                                                                 |